# Шереметьево (посёлок станции, Рязанская область)
Шереме́тьево — посёлок станции в Ряжском районе Рязанской области России. Входит в состав Алешинского сельского поселения.

## География
Посёлок находится в южной части Рязанской области, в лесостепной зоне, в пределах Окско-Донской равнины, при железнодорожной линии Ряжск — Мичуринск, на расстоянии примерно 14 километров (по прямой) к юго-востоку от города Ряжска, административного центра района. Абсолютная высота — 151 метр над уровнем моря.

### Климат
Климат характеризуется как умеренно континентальный, с тёплым летом и умеренно холодной снежной зимой. Среднегодовая температура воздуха — 4,3 °C. Средняя температура воздуха самого холодного месяца (января) — −11 °C (абсолютный максимум — −41 °C); самого тёплого месяца (июля) — 18,5 °C (абсолютный максимум — 38 °C). Безморозный период длится около 150 дней. Среднегодовое количество осадков — 521 мм, из которых 349 мм выпадает в период с апреля по октябрь. Снежный покров держится в течение 125 дней.

### Часовой пояс
Посёлок Шереметьево, как и вся Рязанская область, находится в часовой зоне МСК (московское время). Смещение применяемого времени относительно UTC составляет +3:00.

## Население
| 2010 |
| ---- |
| 14   |

### Национальный состав
Согласно результатам переписи 2002 года, в национальной структуре населения русские составляли 100 % из 20 чел.